# Colaspoides krausei
Colaspoides krausei es un coleóptero de la familia Chrysomelidae.
Fue descrita científicamente en 1988 por Medvedev.